# اسطوره و مناسک
اسطوره و مناسک (انگلیسی: Myth and ritual) اسطوره و آیین دو مؤلفه اصلی عمل دینی هستند. اگرچه اسطوره و آیین معمولاً به عنوان بخشی از دین با هم متحد می شوند، اما رابطه دقیق بین آنها محل اختلاف بین دانشمندان بوده است. یکی از رویکردهای این مسئله «نظریه اسطوره و آیین، یا اسطوره-آیین‌گرایانه» است، که به‌ویژه توسط به اصطلاح آیین‌گرایان کمبریج مطرح می‌شود، که معتقد است «اسطوره به خودی خود نمی‌ماند، بلکه به مناسک آن گره می‌خورد.» این نظریه هنوز مورد مناقشه است. اکنون بسیاری از محققان معتقدند که اسطوره و آیین پارادایم های مشترکی دارند، اما نه اینکه یکی از دیگری ایجاد شده است.